# 1764
Cette page concerne l'année 1764  du calendrier grégorien. Pour l'année 1764 av. J.-C., voir 1764 av. J.-C.
L'année 1764 est une année bissextile qui commence un dimanche.

## Événements
- Janvier : Ahmad Shâh intervient pour la septième fois à Lahore en Inde[1]. Après son départ, les Sikh s'organisent en état. Ils occupent Lahore en mai 1765[2].
- 3 février : des colons acadiens, venus de Saint-Malo sous la direction de Bougainville, s’installent aux Malouines (fin en 1767)[3].
- 15 février : fondation de la ville de Saint-Louis (Missouri)[4].
- 2 - 3 mars : fondation du Collège de Rhode Island, future Université Brown[5].
- 5 avril : Sugar Act (taxation du sucre par les Britanniques[6]).
  - Colonies britanniques : La métropole, qui a contracté des emprunts pour assurer la défense des colonies, entend faire payer une partie de ses dettes par les colonies et adopte des mesures fiscales entre avril 1764 et mai 1765 : prohibition du sucre antillais, entretient de 10 000 hommes de troupe, droits de timbre frappant les actes notariés et les journaux.
- 19 avril : Currency Act interdisant aux Treize colonies d'émettre quelque monnaie que ce soit, en particulier de billets de banque[7]. Il prend effet le 1er septembre[8].

- Mai : début du règne du manicongo Alvaro IX au Congo[9].

- 18 juillet - 3 novembre : construction de Fort Érié, à l’embouchure du Niagara[10].

- 4 août : Louis XV rachète les Mascareignes à la Compagnie des Indes après la faillite de cette dernière[11].

- Automne : Fondation du port d’Essaouira au Maroc[12].

- 17-20 octobre : traité de paix entre le colonel britannique Henri Bouquet et les Shawnee, les Sénécas et les Lenapes. Bouquet exige le retour de tous les captifs britanniques[13].
- 23 octobre : victoire des Britanniques de Hector Munro à la bataille de Buxar sur une coalition réunissant le nabab du Bengale Mir Kasim, le nabab d’Oudh, d’autres chefs indiens et l’empereur moghol[14].
- 31 octobre : Création de l'intendance de la Havane[15], qui comprend la Louisiane cédée par la France en 1763.

- Début du règne de Osei Kwadwo, asantehene des Ashanti (fin en 1777)[16].
- Mongolie : décret impérial liant les chabinars aux terres des couvents[17].

### Europe
- 7 janvier : Siculicidium. Massacre de Sicules de Transylvanie révoltés contre la conscription à Mádéfalva[18]. Environ un millier de Sicules émigrent dans la Bucovine voisine sous domination ottomane (Sicules de Bucovine).

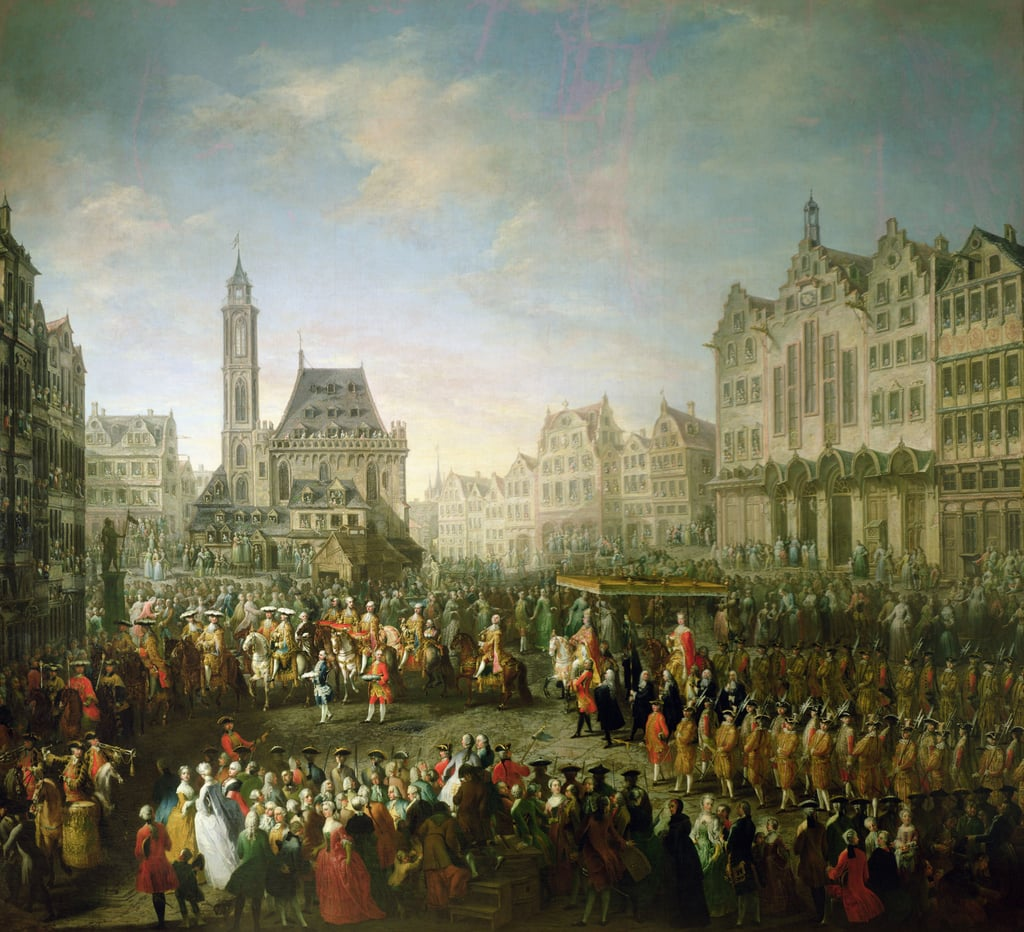
3 avril : couronnement de Joseph II.

- 3 avril : Joseph II, élu le 27 mars est couronné roi des Romains à Francfort-sur-le-Main[19].
- 11 avril (31 mars du calendrier julien) : Frédéric II de Prusse et Catherine II de Russie concluent le traité de Saint-Pétersbourg pour harmoniser leur politique polonaise[20]. Frédéric souhaite unir le Brandebourg à la Prusse-Orientale en s’emparant de la Prusse polonaise et de l’embouchure de la Vistule. Catherine II cherche à accroître ses contacts avec l’Europe, et la Pologne fait écran avec l’Europe germanique.
- Avril : famine à Naples[21]. L’économiste Antonio Genovesi, pourtant protectionniste, soutient une politique de libre commerce des grains.

- 6 juin : abolition du Conseil des Quatre Pays, organe de gouvernement des différentes communautés juives de Pologne et du Conseil de Lituanie. Les Juifs payent désormais leurs impôts directement à l’État[22].
- 17 juin : ouverture de la Diète hongroise[23], la dernière convoquée par Marie-Thérèse d'Autriche, qui accorde à la souveraine une augmentation de contributions et une somme de cent mille florins (clôture le 19 mars 1765[24]).

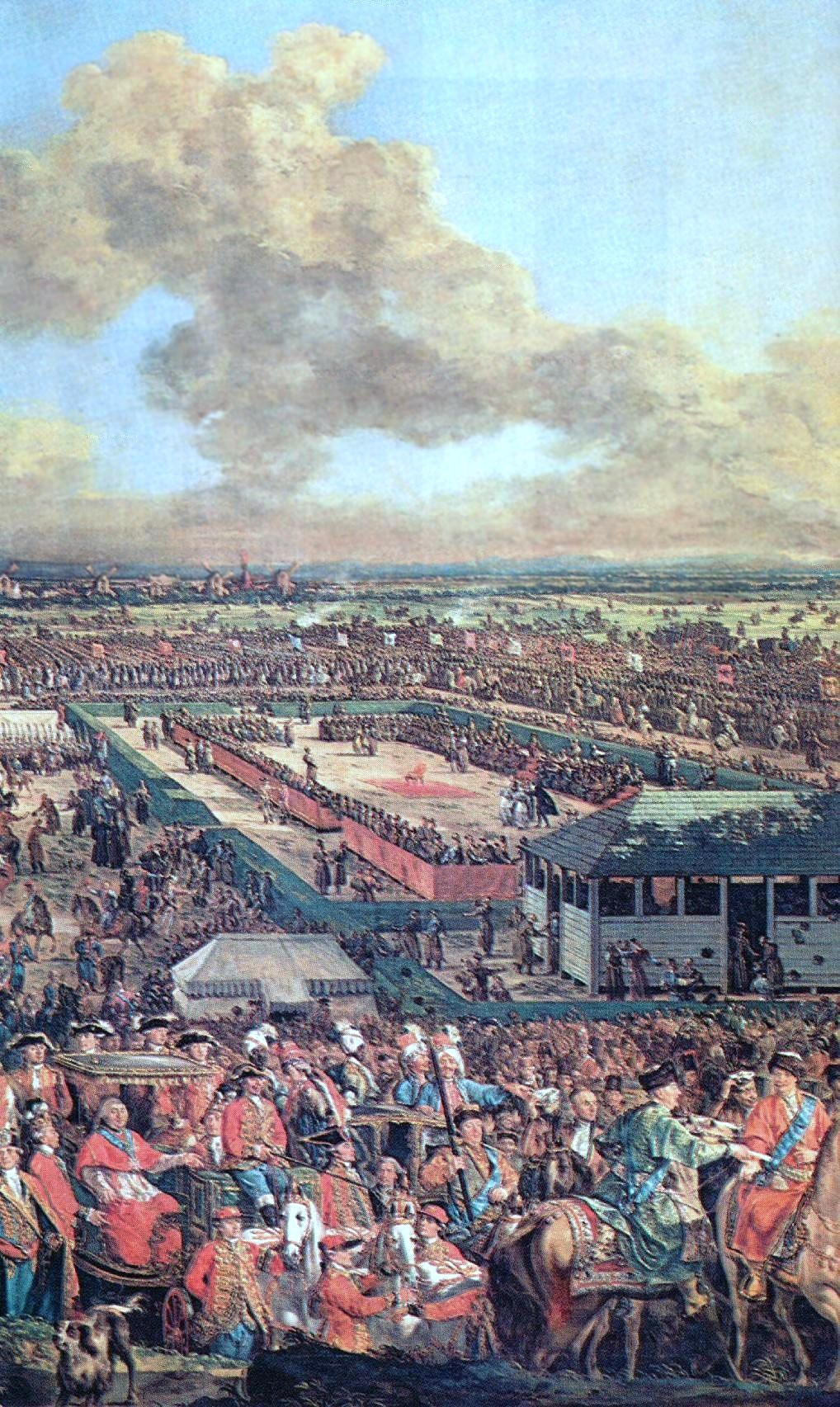
6 septembre : élection de Stanislas Auguste Poniatowski roi de Pologne. Pendant son règne, sous l’influence des Lumières, l’exploitation des grandes propriétés est modifiée. La ville de Poznań fait appel à des colons allemands, tous censitaires, et l’exemple est suivi par de grands seigneurs, comme les Zamoyski et Józef Poniatowski qui transforment leurs serfs en exploitant payant un cens, abolissant la servitude personnelle. Ces mesures ne touchent qu’un petit nombre de ruraux.

- 6 septembre : Stanislas Poniatowski, favori de Catherine II de Russie est élu à l’unanimité roi de Pologne à la Diète de Varsovie avec l’appui des troupes russes. Il esquisse un programme de réformes : réorganisation administrative, augmentation des ressources, maintien du régime de « confédération » qui permet de s’affranchir du liberum veto (les décisions de la Diète sont prises à la majorité et non plus à l’unanimité)[25].

- 25 octobre : à Parme, toute nouvelle mainmorte est interdite[26].

#### Russie
- 14 février (3 février  du calendrier julien) : Alexis Viazemski est nommé procureur général du Sénat[27]. Il dirige la commission des Affaires intérieures.
- 8 mars (26 février du calendrier julien) un manifeste proclame la confiscation complète et définitive des biens ecclésiastiques[28]. Sécularisation du clergé, confiscation des biens des couvents (900 000 serfs d’église deviennent paysans d’État, de nombreux monastères sont fermés). Ils serviront à faire des dons de terres aux favoris de l’impératrice.
- 12 mars[29] : le Règlement général pour l’éducation des enfants des deux sexes, inspiré de Rousseau et rédigé par Ivan Betskoï, est approuvé par Catherine II de Russie[30] (jamais appliqué). Betski est chargé d’établir un plan d’institutions pédagogiques. Il fait appel à des professeurs étrangers.
- 5 mai : fondation de l'Institut d’éducation pour les jeunes filles nobles (futur Institut Smolny)[31].
- 29 juin : Des paysans allemands fondent la colonie de Dobrinka[32]. Près de 30 000 Allemands s'établissent dans la vallée de la Volga entre 1764 et 1768[33].
- 15 - 16 juillet (4-5 juillet du calendrier julien) : Ivan VI de Russie est assassiné dans sa prison de Schlüsselbourg lors d’une tentative d’évasion[34].
- Juillet : voyage de Catherine II de Russie en Courlande[35].
- 10 novembre : Le dernier hetman des Cosaques Kirill Razumovsky est destitué par Catherine II de Russie[36]. L’unification législative et administrative de l’Empire russe entraîne la fin de l’autonomie ukrainienne. Le servage est étendu à l’Ukraine.

## Naissances en 1764
- 7 janvier : François-Xavier Donzelot, militaire français, général de brigade, puis de division dans les armées de la Révolution et de l'Empire († 11 juin 1843).

- 11 février : Marie-Joseph de Chénier, poète français († 10 janvier 1811).
- 19 février : Constantin Kirchhoff, chimiste russe († 4 février 1833).

- 13 mars : Charles Grey, 2e comte Grey, premier ministre du Royaume-Uni († 17 juillet 1845).

- 13 avril :
  - Giacomo Guardi, peintre vénitien († 3 novembre 1835).
  - Laurent de Gouvion-Saint-Cyr, homme politique français († 17 mars 1830).
- 30 avril : Luigi Ademollo, peintre italien († 11 février 1849).

- 3 mai :
  - Élisabeth de France, princesse du sang (10 mai 1794)
  - Johann Wilhelm Meigen, entomologiste allemand († 11 juillet 1845).
- 10 mai : Charles Marie Le Clerc, marquis de Juigné, militaire et parlementaire français († 11 janvier 1826).
- 11 mai : Grigori Ougrioumov, peintre russe († 20 mars 1823).
- 25 mai : Matthew Camidge, organiste anglais († 23 octobre 1844).
- 26 mai : Edward Livingston, juriste et homme d'État († 23 mai 1836).

- 6 juin : Louis Bourdages, homme politique canadien († 20 janvier 1835).
- 11 juin :
  - Gaspard Eberlé, dit Gaspard, général d'empire († 16 février 1837).
  - Françoise-Thérèse-Antoinette Legroing-la-Maisonneuve, femme de lettres française († 1837).
- 17 juin : Jean François Bosio, peintre, dessinateur et graveur français († 6 juillet 1827).
- 18 juin : Jean-Jérôme Baugean, peintre et graveur français († 1819).

- 9 juillet : Louis-Pierre Baltard, architecte, graveur et peintre français († 2 janvier 1846).
- 12 juillet : Charles Thévenin, peintre néoclassique français († 28 février 1838).
- 19 juillet : Juan José Castelli, homme politique espagnol († 12 octobre 1812).

- 22 août : Charles Percier, architecte français († 5 septembre 1838).

- 17 septembre : Berek Joselewicz, militaire polonais († 5 mai 1809).
- 18 septembre : Mauro Gandolfi, peintre et graveur italien († 4 janvier 1834).

- 22 octobre : Jean Marie Mellon Roger Valhubert, général français († 3 décembre 1805).

- 9 novembre : François de Pange, homme de lettres et journaliste français (+ 15 juillet 1796)
- 18 novembre : François-Joseph Lecat, général d'Empire, militaire français († 30 janvier 1842).
- 19 novembre : Antoine Darnay, homme politique français († 24 mars 1837).

- 7 décembre : Pierre Prévost, peintre français († 9 janvier 1823).
- 29 décembre : Jean-Baptiste Fortin, agriculteur et homme politique canadien († 6 janvier 1841).

- Date précise inconnue :
  - Jean-Baptiste Fray-Fournier, botaniste français († 1835).
  - Kitao Masayoshi,  peintre et dessinateur japonais spécialiste de l’Ukiyo-e († 21 avril 1824).
  - Francesco Novelli, illustrateur, graveur et peintre italien († 1836).
  - Robert Trefusis 17e baron Clinton, pair anglais († 1797).
  - Antonio Vighi, peintre italien († 1844).

## Décès en 1764
- 30 mars : Pietro Locatelli, violoniste virtuose et compositeur italien de musique baroque (° 3 septembre 1695).

- 9 avril : Marco Benefial, peintre néoclassique italien (° 1684).
- 15 avril : Madame de Pompadour, favorite de Louis XV (° 29 décembre 1721).
- 17 avril : Johann Mattheson, compositeur, théoricien, mécène et érudit allemand (° 28 septembre 1681).

- 16 juillet : Ivan VI de Russie, tsar de Russie (° 23 août 1740).

- 1er septembre : Sebastiano Conca, peintre italien de l'école napolitaine (° 8 janvier 1680).
- 2 septembre : Nathaniel Bliss, astronome britannique (° 28 novembre 1700).
- 12 septembre : Jean-Philippe Rameau, compositeur et théoricien de la musique français (° 25 septembre 1683).

- 22 octobre : Jean-Marie Leclair, violoniste et compositeur français de la période baroque (° 10 mai 1697).
- 26 octobre : William Hogarth, peintre et graveur anglais (° 10 novembre 1697).

- 20 novembre : Christian Goldbach, mathématicien allemand (° 18 mars 1690).
- 20 décembre : Erik Pontoppidan, théologien et zoologiste danois (° 24 août 1698).

- Date précise inconnue :
  - Josep Mir i Llussà, compositeur espagnol (° vers 1700).
  - Jin Nong, peintre chinois (° 1687).